# Paulinerkloster Rohrhalden
Koordinaten: 48° 27′ 48,9″ N, 8° 58′ 29,7″ O

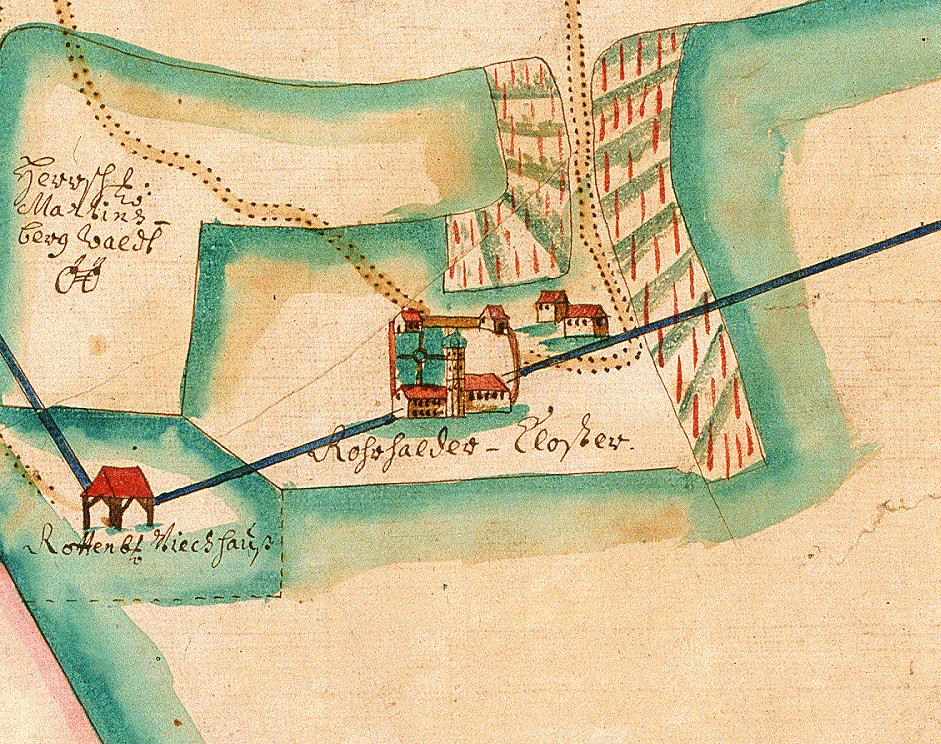
Paulinerkloster Rohrhalden (um 1750)

Das Paulinerkloster Rohrhalden ist ein ehemaliges und heute abgetragenes Kloster des Paulinerordens im Rottenburger Stadtteil Kiebingen.

## Geografie
Das Paulinerkloster Rohrhalden lag am Rand des heutigen Waldgebietes Rammert, südlich von Kiebingen.

## Geschichte
Das Paulinerkloster Rohrhalden wurde erstmals 1342 als „des Ainsidels Häußlin“ erwähnt. Dem Einsiedler wurde 1348 durch eine Rottenburger Bürger eine Parzelle Wald und eine Hofstatt gestiftet. Gegen die Anerkennung als Schirmherr übergab Graf Rudolf von Hohenberg den Besitz 1358 an Werner von Ulm, Priester des Paulinerordens. Die Klosterkirche wurde anschließend der Heiligen Dreifaltigkeit geweiht.
Der anfänglich kleine Konvent wuchs im 18. Jahrhundert auf zehn bis 18 Mitglieder an, wobei Rudolf Bihel als bedeutendster Prior genannt wird. Nach der Erweiterung der Kaplaneirechte im Jahre 1519 durch die Universität Freiburg als Patron der Mutterpfarrei Sülchen übernahm das Kloster die Seelsorge mit Messen, Predigt und Sakramentenspendung im Ort. Die Besitzungen des Klosters konnten durch Schenkungen und Käufe erweitert werden, so dass im 18. Jahrhundert ein Drittel der Gemarkung Kiebingen dem Kloster gehörte. 1786 löste Joseph II. im Zuge des Josephinismus die Paulinerklöster auf. Die Klostergebäude und den Kiebinger Besitz kaufte zunächst ein speyerische Hofkammerrat und veräußerte die Felder weiter an Kiebinger Bauern und die Klostergebäude an einen Rottenburger Oberamtsrat. Im Anschluss wurden die Gebäude, da keine Nutzung zu finden war, bis 1852 abgetragen. Seit 1909 steht an dieser Stelle ein Feldkreuz.

## Vermächtnis
Ein Vesperbild von 1420 und einige Kunstwerke aus dem Kloster wurden erhalten und befinden sich in der Kirche und im Pfarrhaus Kiebingen.